# Le Locataire chimérique
Le Locataire chimérique est un roman de l'écrivain français Roland Topor. Publié, en première édition, en 1964, par la maison d'édition Buchet-Chastel, il a été traduit depuis sa sortie en plusieurs langues. Roman Polanski adaptera ce roman au cinéma sous le titre Le Locataire (1976).

## Accueil critique
- L'Express : « Ce récit fascinant met en scène un jeune homme trentenaire, très convenable, peu sûr de lui, qui emménage dans un petit deux-pièces parisien et suscite d'emblée l'hostilité de ses voisins. Le moindre bruit lui vaut aussitôt des remontrances, mais également d'étranges comportements : coups anonymes à sa porte, regards inquisiteurs, injures, etc. De quoi sombrer dans la paranoïa... Grinçant et grave, l'art de Topor est là, déjà, dans toute sa splendide noirceur[1]. »
- Selon Grégoire Lemenager [2], l'auteur a été fortement influencé par Kafka.
- Selon Concepción Hermosilla Álvarez[3], le livre fait face à des importantes questions de la psychanalyse compris désir, inceste, stade oral, stade anal, ego et pulsion de mort.

## Édition
- Roland Topor, Le Locataire chimérique, Buchet/Chastel, 1996

## Adaptations

### Adaptation au cinéma
- Le Locataire, film français de Roman Polanski, 1976. Selon Roland Topor, l'adjectif "chimérique", jugé trop abscons, fut abandonné de peur que le public ne le comprenne pas[4].

### Opéra
- Der Mieter, Arnulf Herrmann (musique), Händl Klaus (livret), créé le 12 novembre 2017 à l'Opéra de Francfort[5]